# Slatinski Dol
Slatinski Dol je naselje v Občini Kungota.